# サカリヤスポル
サカリヤスポル（Sakaryaspor）は、トルコのサカリヤ県をホームタウンとするサッカークラブである。

## 歴史
1965年6月17日に創設された。
1980年代に黄金期を迎えた。1981年に初めてトップディビジョンに昇格し、1986年まで所属した。1987年に再昇格すると、1987-88シーズンにテュルキエ・クパスで優勝し、UEFAカップウィナーズカップ 1988-89に出場した。

## 獲得タイトル
- TFF1.リグ：3回
  - 1980-81, 1986-87, 2003-04
- テュルキエ・クパス：1回
  - 1987-88

## 歴代監督
- ラドミロ・イバンチェビッチ 1998
- シェノル・ギュネシュ 1998-1999

## 歴代所属選手
- ハカン・シュキュル 1987-1990
- アレン・アヴディッチ 1998
- リチャード・キングソン 1998-1999
- トゥンジャイ・シャンル 2000-2002
- オクタイ・デレリオール 2005